# Dennisiodiscus
Dennisiodiscus — рід грибів родини Dermateaceae. Назва вперше опублікована 1976 року.

## Класифікація
До роду Dennisiodiscus відносять 9 видів:
- Dennisiodiscus cerberi
- Dennisiodiscus crossotus
- Dennisiodiscus heterotrichus
- Dennisiodiscus hippocastani
- Dennisiodiscus hooglandii
- Dennisiodiscus insularis
- Dennisiodiscus prasinus
- Dennisiodiscus sedi
- Dennisiodiscus virescentulus